# Adriaen Frans II Boudewyns
 (décembre 2017).
Si vous disposez d'ouvrages ou d'articles de référence ou si vous connaissez des sites web de qualité traitant du thème abordé ici, merci de compléter l'article en donnant les références utiles à sa vérifiabilité et en les liant à la section « Notes et références ».
Pour les articles homonymes, voir Boudewyns.
Adriaen Frans II Boudewyns, né en 1673 (ou 1677) et mort en 1741, est un peintre flamand.

## Biographie
Adriaen Frans II Boudewyns est l'élève de son oncle, le peintre et graveur Adriaen Frans Boudewyns, dit le Vieux.